# Partei des Volkswillens
Die Partei des Volkswillens (arabisch حزب إرادة الشعب, DMG Ḥizb Alirāda aš-Šaʿbia) ist eine kommunistische syrische politische Partei, die Teil der oppositionellen Volksfront für Wandel und Freiheit ist. Partei des Volkswillens ist der legale Name des Nationalen Komitees für die Einheit syrischer Kommunisten.
"Die syrische KP wurde 1924 als »Kommunistische Partei Syriens und Libanons« gegründet. Ihre kämpferische Geschichte beginnt mit dem Widerstand gegen die französischen Besatzung, den Feudalismus, auch nach der Befreiung Syriens setzte sie ihre Arbeit fort. Seit sich Mitte der 1960er Jahre global die Situation der revolutionären Kräfte verschlechterte, hat die KP Syriens, wie viele andere internationale KPs in der Welt, mehrere Spaltungen erlebt. Dadurch wurde die Partei beträchtlich geschwächt. 1972 trat sie in die Koalition »Nationale Fortschrittsfront« ein, in der sich verschiedene politische Parteien unter Führung der regierenden Partei Al-Baath zusammengeschlossen hatten. In der Folge tendierte die KP dazu, die Forderungen der Massen durch ihre Vertreter im Staatsapparat zu vermitteln und weniger auf der Straße durch Demonstrationen oder Streiks. Je weiter sich die Partei von den Massen entfernte, um so mehr interne Organisationskrisen hatte sie.
Im Jahr 1999 trat eine neue Krise in der KP ein, die in ihrer Erscheinung wie eine organisatorische Krise aussah, aber im Wesen eine Auseinandersetzung bezüglich der notwendigen Rolle der KP war. Auslöser war die Anschauung der Mehrheit der Partei, dass die kapitalistische Krise sich genähert habe und sich damit der historische Horizont weit für die revolutionäre Bewegung sowohl international als auch in Syrien geöffnet habe. Die Massen würden auf die Straße zurückkehren und die Aufgabe der Kommunistinnen und Kommunisten sei es, dazu bereit zu sein. 
Die Führung reagierte mit Repression, viele Genossinnen und Genossen wurden aus der Partei ausgeschlossen, so beispielsweise 80 Prozent der führenden Kader in Damaskus. Die betroffenen Genossen gründeten daraufhin das »Nationale Komitee für die Einheit syrischer Kommunisten«. Ihr Ziel war der Wiederaufbau der kommunistischen Bewegung in Syrien, die Zusammenführung der Kommunisten aus den verschiedenen Fraktionen der KP sowie derjenigen, die schon die Partei verlassen hatten, um eine funktionierende Partei auf marxistisch-leninistischer Grundlage aufzubauen, ohne Nihilismus oder Dogmatismus. 2012 verkündete das Komitee offiziell die Registrierung einer kommunistischen Oppositionspartei unter dem Namen »Partei des Volkswillens« und trat im Gegensatz zu anderen kommunistischen Parteien nicht der »Nationalen Fortschrittsfront« bei.